# Mille Miglia

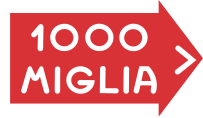
Signo de carretera de la Mille Miglia.

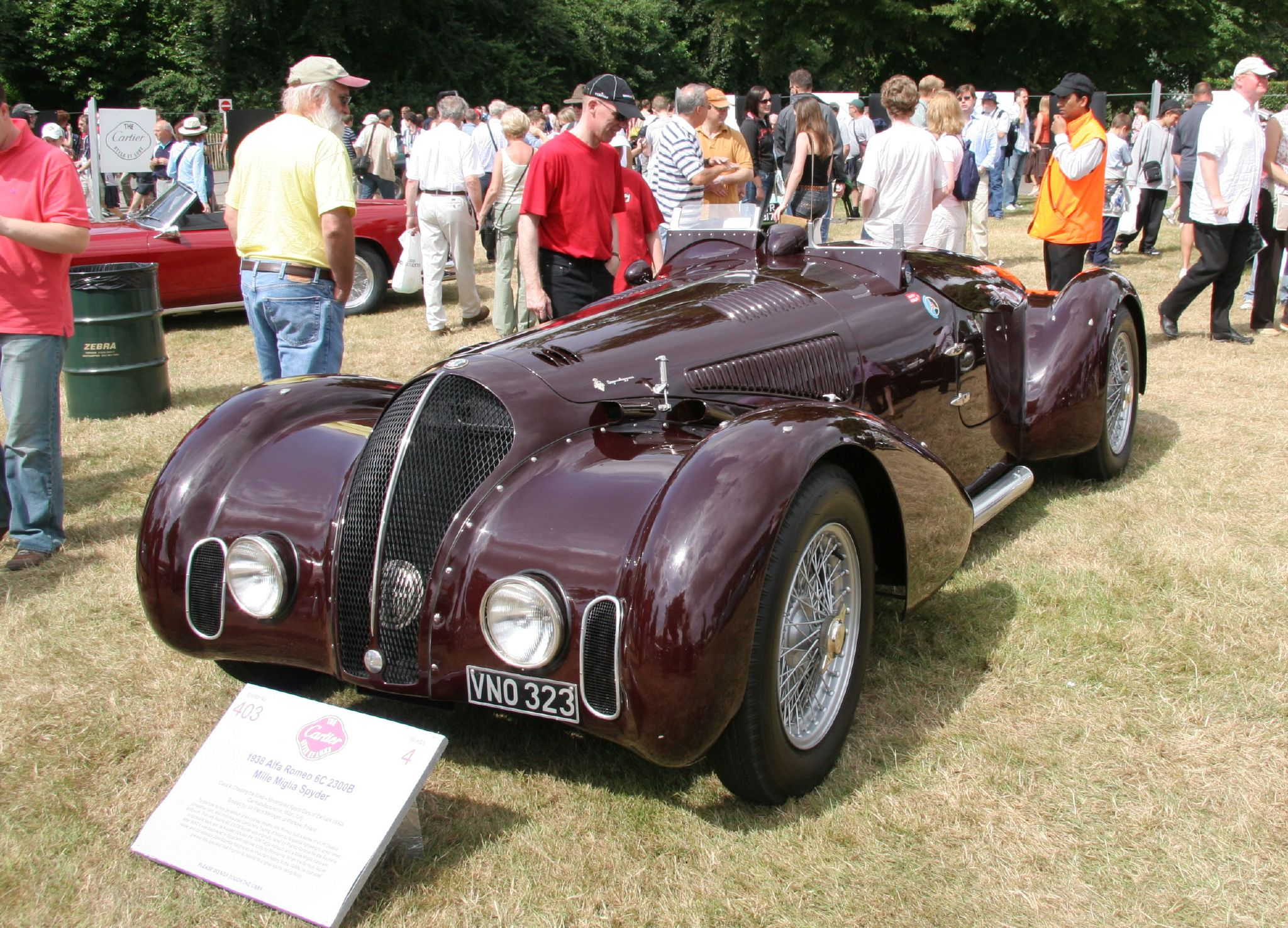
Alfa Romeo de 1938.

La Mille Miglia (Mil Millas) fue una carrera de resistencia en carreteras abiertas al tráfico que se disputó en Italia veinticuatro veces entre 1927 y 1957, trece antes de la Segunda Guerra Mundial y once desde 1947. En su etapa de preguerra era parte del calendario mundial de Grand Prix[cita requerida] y una de las de mayor notoriedad en el mundo del automovilismo.
Junto con la Targa Florio, Le Mans y la Carrera Panamericana es la responsable del desarrollo de la categoría Gran turismo a la que se debe en gran parte el crecimiento deportivo de marcas como Alfa Romeo, Ferrari, Maserati y Porsche.

## Historia
Durante 30 años -desde 1927 hasta 1957-, la Mille Miglia fue la prueba automovilística por excelencia y una de las competiciones más amadas por los italianos. Era la carrera que pasaba cerca de casa, o a muy pocos kilómetros, lo que permitía a la gente estar con sus ídolos del volante.
La Mille Miglia nació de la genial idea de cuatro apasionados: Renzo Castegneto, Giuseppe Mazzotti, Ajmo Maggi, y Giovanni Canestrini. La víspera del día de Navidad de 1926, los cuatro hablaban entre ellos de la crisis de las carreras automovilísticas; llegaron a la conclusión de que sólo una carrera nueva y con gran renombre podía cambiar la situación. Uno de ellos puso sobre la mesa un mapa y trazó un hipotético recorrido que, siguiendo las principales carreteras de la época, salía desde Brescia, bajaba hasta Roma y regresaba otra vez a la ciudad de salida. Eran 1600 kilómetros de carreteras de montaña y de veloces rectas a través de las llanuras. Mazzotti fue quien lanzó la propuesta de llamar a la nueva carrera "Mille Miglia", y, en sólo tres meses, los organizadores pusieron en marcha la primera edición de la prueba. 
El 27 de marzo de 1927, un total de 77 vehículos y 134 hombres salieron desde Brescia. Ganó la primera pareja Minoia-Morandi al volante del Osca Maserati de Brescia y por delante de otros dos OM. El éxito entre el público fue tal, que el régimen italiano hizo suya la carrera, decretando que ésta tenía que entrar por derecho propio en el calendario oficial de las competiciones italianas.  A partir de 1928, en la Mille Miglia participaron las más importantes casas automovilísticas italianas con sus mejores pilotos.
Entre las ediciones que se han convertido en leyenda destacan las celebradas entre los años 1930 y 1934 y sus épicos duelos entre Nuvolari y Varzi; o aquella de 1948, que vio el último enfado de Nuvolari, una desafortunada reacción de orgullo, antes de su adiós a las carreras; y la de 1955, histórica por la consagración de Stirling Moss al volante de un Mercedes 300 SLR. En 1957, un trágico accidente que costó la vida al piloto español Alfonso de Portago y a diez espectadores puso el definitivo punto final a la celebración de la "Mille Miglia".
En la actualidad, esta prueba automovilística de autos clásicos, que se celebra de manera anual, será en 2025; la cuadragésimo tercera (XXXXIII) edición, fijada en el calendario para las fechas del 17 al 21 de junio de 2025. Este año, la prueba, posee la vuelta a la tradición de unir las dos ciudades de Brescia - Roma - Brescia, con recorrido del circuito en "Forma de 8". El cual, rememorará a las doce primeras ediciones de la exclusiva y exitosa carrera italiana de la 'Mille Miglia'.

## Ganadores de la Mille Miglia
| Año       | Edición       | Pareja de Pilotos                                           | Coche                                     |
| --------- | ------------- | ----------------------------------------------------------- | ----------------------------------------- |
| 1927      | I Edición     | Ferdinando Minoia Giuseppe Morandi                          | OM                                        |
| 1928      | II Edición    | Giuseppe Campari Giulio Ramponi                             | Alfa Romeo                                |
| 1929      | III Edición   | Giuseppe Campari Giulio Ramponi                             | Alfa Romeo                                |
| 1930      | IV Edición    | Tazio Nuvolari Battista Guidotti                            | Alfa Romeo                                |
| 1931      | V Edición     | Rudolf Caracciola Wilhelm Sebastian                         | Mercedes-Benz SSK                         |
| 1932      | VI Edición    | Baconin Borzacchini Amadeo Bignami                          | Alfa Romeo                                |
| 1933      | VII Edición   | Tazio Nuvolari Achille Compagnoni                           | Alfa Romeo                                |
| 1934      | VIII Edición  | Achille Varzi Amadeo Bignami                                | Alfa Romeo                                |
| 1935      | IX Edición    | Carlo Maria Pintacuda Alessandro Della Stufa                | Alfa Romeo                                |
| 1936      | X Edición     | Antonio Brivio Carlo Ongaro                                 | Alfa Romeo                                |
| 1937      | XI Edición    | Carlo Maria Pintacuda Paride Mambelli                       | Alfa Romeo                                |
| 1938      | XII Edición   | Clemente Biondetti Aldo Stefani                             | Alfa Romeo                                |
| 1939      | No se celebró | No se celebró                                               | No se celebró                             |
| 1940      | XIII Edición  | Huschke von Hanstein Walter Baumer                          | BMW                                       |
| 1941-1946 | No se celebró | No se celebró                                               | No se celebró                             |
| 1947      | XIV Edición   | Clemente Biondetti Giuseppe Navone                          | Alfa Romeo 8C                             |
| 1948      | XV Edición    | Clemente Biondetti Giuseppe Navone                          | Ferrari 166                               |
| 1949      | XVI Edición   | Clemente Biondetti Ettore Salani                            | Ferrari 166                               |
| 1950      | XVII Edición  | Giannino Marzotto Marco Crosara                             | Ferrari 166/195                           |
| 1951      | XVIII Edición | Luigi Villoresi Pasquale Cassani                            | Ferrari 340 America Berlineta             |
| 1952      | XIX Edición   | Giovanni Bracco Alfonso Rolfo                               | Ferrari 250 S                             |
| 1953      | XX Edición    | Giannino Marzotto Marco Crosara                             | Ferrari 340 MM Spider                     |
| 1954      | XXI Edición   | Alberto Ascari                                              | Lancia, Economy class: Isetta             |
| 1955      | XXII Edición  | Stirling Moss Denis Jenkinson                               | Mercedes-Benz 300 SLR                     |
| 1956      | XXIII Edición | Eugenio Castellotti                                         | Ferrari                                   |
| 1957      | XXIV Edición  | Piero Taruffi (*) Charlie Lohmander / Harald Kronegård (**) | Ferrari Saab 93 (Turismo Preparato 750cc) |

2014 - 2019.
2014.             XXXII Edición.
2015.             XXXIII Edición.
2016.             XXXIV Edición.
2017.             XXXV Edición 
2018.             XXXVI Edición.
2019.             XXXVII Edición.
2020 - 2025.
2020.             XXXVIII Edición. No se celebró. Pandemia mundial Covid - 19.
2021.             XXXIX Edición. No se celebró COVID - 19.
2022.             XXXX Edición 
2023.             XXXXI Edición 
2024.             XXXXII Edición 
2025.              XXXXIII Edición 

## Estadísticas

### Constructores con más títulos
| Núm. | Constructor         | Victorias | Años                                                             |
| ---- | ------------------- | --------- | ---------------------------------------------------------------- |
| 1    | Alfa Romeo          | 11        | 1928, 1929, 1930, 1932, 1933, 1934, 1935, 1936, 1937, 1938, 1947 |
| 2    | Ferrari             | 8         | 1948, 1949, 1950, 1951, 1952, 1953, 1956, 1957                   |
| 3    | Mercedes-Benz       | 2         | 1931, 1955                                                       |
| 4    | Officine Meccaniche | 1         | 1927                                                             |
| 4    | BMW                 | 1         | 1940                                                             |
| 4    | Lancia              | 1         | 1954                                                             |